# Paradise Again
Paradise Again è il primo album in studio del supergruppo svedese Swedish House Mafia, pubblicato il 15 aprile 2022 dalla Republic Records.

## Antefatti
Nel mese di febbraio 2021 il direttore artistico del trio, Alexander Wessley, insieme al manager Max Holmstrand, hanno diffuso dei brevi video mostranti gli Swedish House Mafia al lavoro su nuova musica. Terminato il loro contratto discografico con la Columbia Records, il gruppo ne ha siglato uno nuovo con la Republic Records e con il manager Wassim "Sal" Slaiby della XO.
Il 10 febbraio 2022 gli Swedish House Mafia hanno annunciato il completamento del disco, fissando la data di uscita al 15 aprile dello stesso anno. Il 7 aprile è stata rivelata la lista tracce, oltre ai vari artisti ospiti, tra cui ASAP Rocky, Sting e The Weeknd.

## Promozione
Il 15 luglio 2021, contestualmente all'annuncio della firma con la Republic, è stato presentato il primo singolo It Gets Better insieme al relativo video musicale. Quattro giorni più tardi è stata la volta di Lifetime, che ha visto la partecipazione vocale di Ty Dolla Sign e 070 Shake, presentato dal vivo in occasione della partecipazione del trio al Tonight Show come parte di un medley con It Gets Better. Il 12 settembre gli Swedish House Mafia hanno eseguito i due singoli durante il MTV Video Music Awards 2021, terminando con un'anticipazione del terzo singolo Moth to a Flame con The Weeknd. Quest'ultimo è stato pubblicato come tale il 22 ottobre insieme a un video diretto da Alexander Wessely.
Il 25 febbraio 2022 è uscito il quarto singolo Redlight, realizzato insieme a Sting. Il 17 e il 24 aprile gli Swedish House Mafia hanno presentato Paradise Again dal vivo in occasione della loro apparizione come headliner all'annuale Coachella Valley Music and Arts Festival, mentre tra luglio e novembre dello stesso anno si è svolto il Paradise Again World Tour 2022, dove il trio si è esibito nelle principali arene dell'America del Nord e dell'Europa.
Il 28 luglio 2023 il gruppo ha pubblicato Paradise Again: The Live Album, album dal vivo che ripercorre la tournée intrapresa a supporto di Paradise Again attraverso una selezione di brani registrati nelle varie tappe.

## Tracce
1. Time (feat. Mapei) – 4:41 (Axel Hedfors, Steve Angello, Sebastian Ingrosso, Carl Nordström, Vincent Pontare. Salem Al Fakir, Jacqueline Mapei Cummings, Hannes Torsell, Dice of Nights)
2. Heaven Takes You Home (with Connie Constance) – 3:34 (Axel Hedfors, Steve Angello, Sebastian Ingrosso, Carl Nordström, Magnus Lidehäll, Connie Constance)
3. Jacob's Note (feat. Jacob Mühlrad) – 1:04 (Axel Hedfors, Steve Angello, Sebastian Ingrosso, Carl Nordström, Jacob Mühlrad)
4. Moth to a Flame (with The Weeknd) – 3:54 (Abel Tesfaye, Axel Hedfors, Steve Angello, Sebastian Ingrosso, Carl Nordström)
5. Mafia – 3:34 (Axel Hedfors, Steve Angello, Sebastian Ingrosso, Carl Nordström)
6. Frankenstein (with ASAP Rocky) – 3:27 (Axel Hedfors, Steve Angello, Sebastian Ingrosso, Carl Nordström, Rakim Mayers, Vincent Pontare, Salem Al Fakir, Kelvin Krash)
7. Don't Go Mad (feat. Seinabo Sey) – 4:25 (Axel Hedfors, Steve Angello, Sebastian Ingrosso, Carl Nordström, Seinabo Sey, Lonnie Liston Smith)
8. Paradise Again – 3:35 (Axel Hedfors, Steve Angello, Sebastian Ingrosso, Carl Nordström)
9. Lifetime (with Ty Dolla Sign & 070 Shake) – 3:06 (Axel Hedfors, Steve Angello, Sebastian Ingrosso, Carl Nordström, Rakim Mayers, Danielle Balbuena, Tyrone William Griffin Jr., Vincent Pontare)
10. Calling On – 4:35 (Axel Hedfors, Steve Angello, Sebastian Ingrosso, Fred Gibson, Marco Parisi, Giampaolo Parisi, Cassietta George)
11. Home – 3:44 (Axel Hedfors, Steve Angello, Sebastian Ingrosso, Carl Nordström, Connie Constance, Magnus Lindehäll)
12. It Gets Better – 3:04 (Axel Hedfors, Steve Angello, Sebastian Ingrosso, Magnus Lindehäll, Carl Nordström, Carl Löf, Lee Hazlewood, Al Mack)
13. Redlight (with Sting) – 4:02 (Axel Hedfors, Steve Angello, Sebastian Ingrosso, Carl Nordström, Gordon Matthew Sumner)
14. Can U Feel It – 4:23 (Axel Hedfors, Steve Angello, Sebastian Ingrosso, Carl Nordström)
15. 19.30 – 1:57 (Axel Hedfors, Steve Angello, Sebastian Ingrosso, Carl Nordström)
16. Another Minute – 3:27 (Axel Hedfors, Steve Angello, Sebastian Ingrosso, Carl Nordström, Vincent Pontare, Salem Al Fakir, Danielle Balbuena)
17. For You – 5:22 (Axel Hedfors, Steve Angello, Sebastian Ingrosso, Carl Nordström, Jacqueline Mapei Cummings)

Note
- Don't Go Mad include elementi di Summertime, originariamente interpretata dai Lonnie Liston Smith & The Cosmic Echoes
- Calling On include elementi di In the Garden, originariamente interpretata da Cassietta George
- Home include elementi di Heaven Takes You Home, originariamente interpretata dagli Swedish House Mafia
- It Gets Better contiene un'interpolazione di Lightning's Girl, scritta da Lee Hazlewood, nonché estratti di One More Time, originariamente interpretata dalle Divas of Color

## Formazione
Hanno partecipato alle registrazioni, secondo le note di copertina:
Gruppo
- Axwell – programmazione, batteria e tastiera (eccetto traccia 3), basso (tracce 1, 5 e 8)
- Steve Angello – programmazione, batteria e tastiera (eccetto traccia 3), basso (tracce 1, 5 e 8)
- Sebastian Ingrosso – programmazione, batteria e tastiera (eccetto traccia 3), basso (tracce 1, 5 e 8)

Altri musicisti
- Mapei – voce (traccia 1)
- Carl Nordström – programmazione, batteria e tastiera (eccetto traccia 3), basso (tracce 1, 5 e 8)
- Dice of Nights – programmazione, batteria, tastiera e basso (traccia 1)
- Killen Manjaro – programmazione, batteria, tastiera e basso (traccia 1)
- Connie Constance – voce (traccia 2)
- Johannes Klahr – programmazione, batteria e tastiera (traccia 2)
- Jacob Mühlrad – tastiera (traccia 3)
- The Weeknd – voce (traccia 4)
- ASAP Rocky – voce, programmazione, batteria e tastiera (traccia 6)[N 1]
- Vincent Pontare – programmazione, batteria e tastiera (tracce 6 e 16)
- Salem Al Fakir – programmazione, batteria e tastiera (tracce 6 e 16)
- Kelvin Krash – programmazione, batteria e tastiera (traccia 6)
- Seinabo Sey – voce (traccia 7)
- Ty Dolla Sign – voce (traccia 9)
- 070 Shake – voce (traccia 9)
- Fred Again.. – programmazione, batteria e tastiera (traccia 10)
- Marco Parisi – programmazione, batteria e tastiera (traccia 10)
- Giampaolo Parisi – programmazione, batteria e tastiera (traccia 10)
- Sting – voce (traccia 13)

Produzione
- Swedish House Mafia – produzione, registrazione
- Desembra – produzione (eccetto tracce 3 e 10), registrazione (eccetto tracce 3 e 10)
- Killen Manjaro – produzione (traccia 1)
- Dice of Nights – produzione (traccia 1)
- Salem Al Fakir – registrazione (tracce 1, 6 e 16), produzione (tracce 6 e 16)
- Vincent Pontare – registrazione (tracce 1, 6 e 16), produzione (tracce 6 e 16)
- Jay Reynolds – missaggio e mastering (tracce 1 e 10)
- Klahr – produzione e registrazione (traccia 2), produzione aggiuntiva (traccia 7)
- Kevin Grainger – missaggio (tracce 2, 11, 13-15 e 17), mastering (tracce 2-3, 11, 13-15 e 17)
- Jacob Mühlrad – produzione e registrazione (traccia 3)
- Shin Kamiyama – ingegneria del suono (traccia 4)
- Sean Solymar – assistenza al missaggio e al missaggio Atmos (tracce 4-9, 12 e 16)
- Tommy Rush – assistenza al missaggio e al missaggio Atmos (tracce 4-9, 12 e 16)
- Mike Dean – missaggio e mastering (tracce 4-9, 12 e 16)
- Lord Flacko – produzione e registrazione (traccia 6)
- Kelvin Krash – produzione, registrazione e produzione parti vocali (traccia 6)
- Fred Again... – produzione e registrazione (traccia 10)
- PARISI – produzione e registrazione (traccia 10)
- Martin Kierszenbaum – produzione parti vocali di Sting (traccia 13)
- Grant Valentine – ingegneria parti vocali di Sting (traccia 13)

## Classifiche

### Classifiche settimanali
| Classifica (2022)   | Posizione massima |
| ------------------- | ----------------- |
| Austria             | 59                |
| Belgio (Fiandre)    | 99                |
| Belgio (Vallonia)   | 104               |
| Canada              | 48                |
| Finlandia           | 28                |
| Francia             | 127               |
| Italia              | 77                |
| Lituania            | 27                |
| Norvegia            | 7                 |
| Paesi Bassi         | 9                 |
| Regno Unito         | 70                |
| Regno Unito (dance) | 1                 |
| Spagna              | 9                 |
| Stati Uniti         | 121               |
| Stati Uniti (dance) | 1                 |
| Svezia              | 4                 |
| Svizzera            | 14                |

### Classifiche di fine anno
| Classifica (2022) | Posizione |
| ----------------- | --------- |
| Paesi Bassi       | 73        |